# Шуанинское сельское поселение (Ножай-Юртовский район)
Шуанинское се́льское поселе́ние — муниципальное образование в Ножай-Юртовском районе Чечни Российской Федерации.
Административный центр — село Шуани.

## История
Статус и границы сельского поселения установлены Законом Чеченской Республики от 20 февраля 2009 года № 11-РЗ «Об образовании муниципального образования Ножай-Юртовский район и муниципальных образований, входящих в его состав, установлении их границ и наделении их соответствующим статусом муниципального района и сельского поселения».

## Население
| 2010 | 2012 | 2013 | 2014 | 2015 | 2016 | 2017 |
| ---- | ---- | ---- | ---- | ---- | ---- | ---- |
| 460  | ↗471 | ↗487 | ↗516 | ↗520 | ↗544 | ↗556 |
| 2018 | 2019 | 2020 | 2021 | 2023 | 2024 |      |
| ↗563 | ↗567 | ↘566 | ↘474 | ↗481 | ↗506 |      |

## Состав сельского поселения
| № | Населённый пункт | Тип населённого пункта       | Население |
| - | ---------------- | ---------------------------- | --------- |
| 1 | Малые Шуани      | село                         | ↗267      |
| 2 | Шуани            | село, административный центр | ↘193      |